# 外山義
外山 義（とやま ただし、1950年4月22日 - 2002年11月9日）は、日本の建築家、建築学者。専門は建築計画学、環境心理学、高齢者住環境。岡山県に生まれ、千葉県で幼少期を過ごす。
1974年東北大学工学部建築学科卒業。在学時には東北大学YMCA渓水寮に所属した。1982年から1989年まで、スウェーデン王立工科大学に留学。論文「Identity and Milieu」をまとめPh.D（博士号）を取得。帰国後、病院管理研究所（後の国立医療・病院管理研究所）の主任研究員として、高齢者のケアと住環境を研究する。国立医療・病院管理研究所地域医療施設計画研究室室長だった1990年には、「高齢者の自我同一性と環境－生活拠点移動による環境適応に関する研究」で日本建築学会奨励賞（論文）を受賞。
東北大学大学院工学研究科助教授（1996年 - ）を経て、1998年、京都大学大学院工学研究科環境地球工学専攻居住空間学講座教授。相部屋が基本だった特別養護老人ホームに、「個室」によるユニットケアやグループホームの制度化を推進した。秋田県鷹巣町（現・北秋田市）にある「ケアタウンたかのす」が、個室によるユニットケアの実例としてある。2002年に52歳で急逝する。墓所は多磨霊園の信濃町教会墓。

## 代表作品
- 特別養護老人ホーム おらはうす宇奈月 （富山県下新川郡宇奈月町（現黒部市）、1994年）日本医療福祉建築賞受賞 1996
- 痴呆性高齢者グループホーム 炉端の家 （岡山県笠岡市、1996年）
- 痴呆性高齢者グループホーム こもれびの家 （宮城県名取市、1997年）
- 特別養護老人ホーム ウェルポート鹿嶋の郷 （茨城県鹿嶋市、1998年）
- 老人保健施設 ケアタウンたかのす （秋田県北秋田郡鷹巣町（現北秋田市）、1998年）医療福祉建築賞受賞 2000
- 痴呆性高齢者グループホーム いわうちわの里 （富山県下新川郡宇奈月町（現黒部市）、1999年）
- 特別養護老人ホーム 風の村 （千葉県八街市、2000年）千葉県建築文化賞受賞 2001
- デイケアセンター併設型痴呆性高齢者グループホーム ならのは倶楽部 （奈良県奈良市、2000年）医療福祉建築賞受賞 2001
- 特別養護老人ホーム けまきらく苑 ＋ グループホーム いなの家 （兵庫県尼崎市、2001年）医療福祉建築賞受賞 2002
- グループホーム ぼだいじ （滋賀県甲賀郡甲西町（現湖南市）、2002年）
- 有吉病院 （福岡県鞍手郡宮田町（現宮若市）、2002年）
- 養護老人ホーム もろび苑 （秋田県北秋田郡阿仁町（現北秋田市）、2002年）
- 特別養護老人ホーム ゆうらく （鳥取県西伯郡西伯町（現南部町）、2003年）医療福祉建築賞受賞 2005

## 著書
- 『クリッパンの老人たち－スウェーデンの高齢者ケア』（ドメス出版）1990/09 ISBN 9784810703054
- 『ストックホルムの建築』（丸善）1991/11 ISBN 9784621036501
- 『グループホーム読本－痴呆性高齢者ケアの切り札』（ミネルヴァ書房）2000/03 ISBN 9784623032181
- 『自宅でない在宅－高齢者の生活空間』（医学書院）2003/07 ISBN 9784260332910